# Осада Эдессы (544)
Осада Эдессы или Осада Юстинополя — одно из сражений во время ирано-византийской войны 540—562 годов, произошедшее в 544 году. Византийский историк Прокопий Кесарийский подробно описал ход осады в своей «Войне с персами».

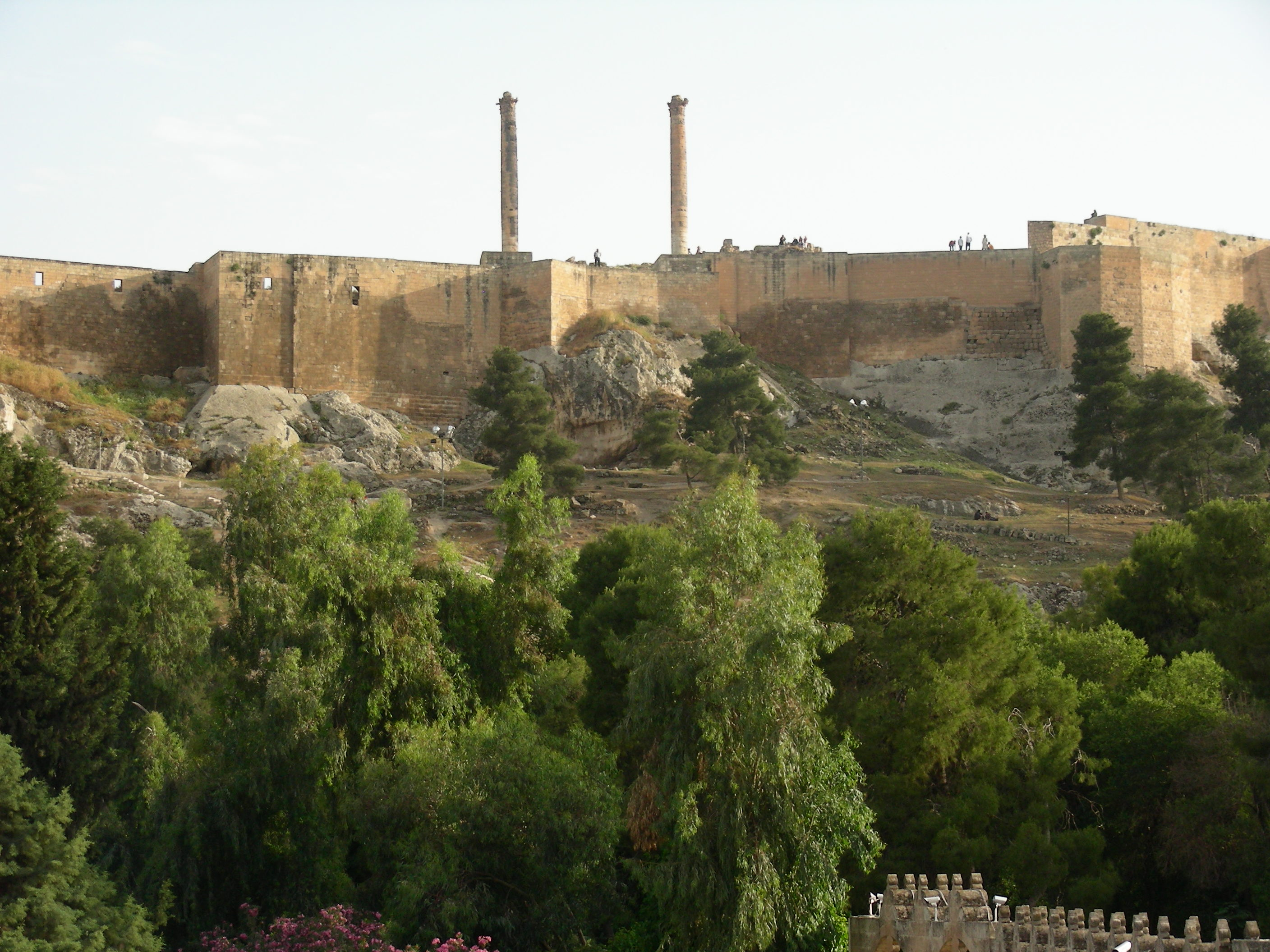
Стены крепости Эдессы сегодня

## Предыстория
В разгар ирано-византийской войны шахиншах Хосров I решил вторгнуться в Византию на месопотамском фронте. Это было четвертое вторжение шахиншаха на территорию противника. Крепости Эдесса и Дара были главными оплотами Византии на этом театре боевых действий. «Когда после первого нашествия Хосров отступил, потерпев неудачу под Эдессой, и его самого, и его магов охватило глубокое уныние: они считали, что были побеждены Богом христиан. В своем стремлении рассеять это уныние Хосров грозился у себя во дворце, что всех жителей Эдессы обратит в рабство и приведет в персидские пределы, а город превратит в пастбище для овец».

## Ход осады
После первоначального безрезультатного «боя за стадо овец», Хосров предложил ромеям купить мир, но переговоры провалились, поскольку византийцы отвергли условие отказа от всех богатств внутри крепости.
На восьмой день персы начали возводить напротив городской стены большой холм (по-латыни: agesta) из деревьев, земли и щебня. Византийцы пытались остановить его строительство сначала внезапным набегом, а затем обстрелом, но строительство продолжалось. Поэтому они отправили Стефана на переговоры с Хосровом. Стефан был врачом и ранее вылечил отца Хосрова, Кавада I. Хосров I потребовал выдачи руководителей обороны Петра и Перания или же выплаты 500 кентенариев золота или всего серебра и золота, находившихся в городе. Это предложение было отклонено. Когда холм достиг большой высоты, в иранский лагерь были отправлены еще послы, но «они не услышали от персов ни одного доброго слова, но изгнанные оттуда с грубостью и шумом, были вынуждены возвратиться в город». Византийцы попытались надстроить стену напротив холма, но эта попытка не увенчалась успехом.
Тем временем византийцы рыли туннель, чтобы добраться до середины холма. Хотя первый туннель был обнаружен, ромеям в конечном итоге удалось поджечь холм снизу, используя серу, кедровое масло и дрова. Персы безуспешно пытались потушить пожар и в конце концов были вынуждены покинуть сгоревший холм.
На шестой день после этого, на рассвете последовал внезапный штурм персов с использованием лестниц, а затем еще одна атака на «Большие ворота» в тот же день, которые были отражены. 
В ходе осады прибыл Рекинарий, посланник императора Юстиниана I для заключения мирного договора, но защитники крепости отказались немедленно начать переговоры. 
В ответ Хосров, «приказав навалить на насыпь огромное количество кирпичей, он два дня спустя со всем войском подошел к городским укреплениям, намереваясь подвергнуть их штурму. У каждых ворот он поставил кого-либо из военачальников с отрядом войска и, окружив таким образом всю стену, стал пододвигать к ней лестницы и машины». Штурм начался ранним утром, и поначалу преимущество было на стороне персов. 

Но чем дальше разгоралась битва, тем больше весь город наполнялся шумом и смятением, и все население, даже женщины и малые дети, стало подниматься на стены. Взрослые мужчины вместе с солдатами мужественно отражали врагов, и многие крестьяне проявили в борьбе с варварами удивительную храбрость. Дети же и женщины вместе со стариками собирали для сражавшихся камни и помогали им в других отношениях. Некоторые, наполнив множество котлов маслом, поставили их по всей стене, долгое время кипятили, а затем совсем еще горячее масло выливали на приближавшихся к укреплениям врагов какими-то разбрызгивателями, тем самым причиняя им еще больший вред.— Прокопий Кесарийский
У так называемых Соинских ворот иранцы «проломили во многих местах внешнюю стену, называемую протейхисмой, и сильно наседали на тех, кто защищал основную стену до тех пор, пока Пераний не напал на них, совершив вылазку со многими солдатами и некоторыми эдесситами, и не прогнал их». Бои закончились поздно вечером. 
Через два дня персы снова пошли на штурм, на этот раз на так называемые Варлайские ворота, но были отбиты и отступили в свой лагерь.

## Результаты
Потерпев неудачу с осадой, Хосров пошёл на переговоры, по результатам которых получил отступное в 5 кентенариев (500 фунтов) золота, а затем отвёл свою армию на территорию Ирана. 